# Resolución 90 del Consejo de Seguridad de las Naciones Unidas
La Resolución 90 del Consejo de Seguridad de las Naciones Unidas, adoptada por unanimidad el 31 de enero de 1951, resolvió eliminar el asunto "Denuncia de agresión contra la República de Corea" de la lista de asuntos que se encuentran en manos del consejo.